# Marionville
Marionville – miasto w Stanach Zjednoczonych, w stanie Missouri, w hrabstwie Lawrence.